# Fresa y chocolate
Fresa y chocolate és una pel·lícula de l'any 1994, co-produïda entre Cuba, Espanya i Mèxic, dirigida per Tomás Gutiérrez Alea i Juan Carlos Tabío i basada en el conte El Lobo, el bosque y el hombre nuevo escrit per Senel Paz el 1990. El mateix Senel Paz va ser l'autor del guió de la pel·lícula.

## Argument
L'acció de la pel·lícula es desenvolupa a l'Havana (Cuba), el 1979. David (Vladimir Cruz) és un estudiant universitari que coneix a Diego (Jorge Perugorría), un artista apolític i homosexual. Miguel, un company de classe heterosexual de David, l'anima a seguir l'amistat amb Diego, creient que així David podrà espiar una persona que veuen com a perillosa per a la causa comunista. En canvi, Diego inicia l'amistat amb intencions sexuals.
A la pel·lícula apareixen molts escenaris de l'Havana: la Universitat, la geladeria Coppelia, l'Habana vieja.
El títol del film es refereix al comentari que fa David a Miguel quan li diu que va saber immediatament que Diego era gai quan va escollir gelat de maduixa tot i haver-ne de xocolata.

## Premis

### Guanyats

#### 1995
- Premi Goya a la millor pel·lícula estrangera de parla hispana.[5]
- Premi ACE: Cinema—Millor pel·lícula, Cinema—Millor director, Cinema—Millor actor (Perugorría), i Cinema—Millor actor de repartiment (Cruz)
- Festival de cinema de Sundance: Menció especial del jurat

#### 1994
- 44è Festival Internacional de Cinema de Berlín: Os de plata—Premi especial del jurat.
- Festival de Gramado (Brasil): Premi del públic, Premi de la crítica Kikito, i premis Kikito daurat a les categories de millor pel·lícula llatina, millor actor (ex aequo entre Cruz i Perugorría), and Millor actriu de repartiment (Ibarra)

#### 1993
- Festival de cinema de l'Havana: Grand Coral—Primer premi, Premi del públic, Premi FIPRESCI, Premi OCIC, Premi ARCI-NOVA, i a les categories de Millor Direcció, Millor actor (Perugorría), Millor actriu (Luisina Brando), Millor actriu de repartiment (Ibarra), i Millor guió.

### Nominacions
- Oscar a la millor pel·lícula de parla no anglesa, 1995
- Os d'Or de Berlín, Festival de Cinema de Berlín de 1994